# Complicated (album av Nivea)
Complicated är det andra studioalbumet av den amerikanska R&B-sångerskan Nivea. Skivan komponerades till största delen av sångerskans dåvarande pojkvän The-Dream, men även av Lil Jon, R. Kelly, Bryan Michael Cox och Jermaine Dupri. Complicated tog sig till en 37:e plats på USA:s albumlista Billboard 200 och till en 9:e plats på R&B-listan Top R&B/Hip-Hop Albums. Detta blir följaktligen Niveas bäst-listpresterande skiva hittills i karriären. Albumet mottog mestadels positiv kritik av media medan försäljningen stannade på 84 000 sålda exemplar. 
Skivans ledande singel, "Okay", spelades in redan år 2003. Låten klättrade till en 14:e plats på USA:s R&B-lista Hot R&B/Hip-Hop Songs men misslyckades att ta sig över topp-fyrtio på de flesta andra listor. En andra singel, "Parking Lot", hann släppas till radio innan sångerskan och Jive Records gick skilda vägar.

## Innehållsförteckning
| Nr  | Titel                                              | Producenter                                                | Längd    |
| --- | -------------------------------------------------- | ---------------------------------------------------------- | -------- |
| 1.  | Rain (Interlude)                                   | N. Nash, T. Nash                                           | 0:50     |
| 2.  | Complicated                                        | N. Nash, T. Nash                                           | 3:52     |
| 3.  | Okay (featuring Lil Jon & YoungBloodZ)             | J. Grigsby, S. Joseph, N. Nash, T. Nash, J. Smith, T. Hale | 4:43     |
| 4.  | Parking Lot                                        | J. Austin, B. Cox, J. Dupri                                | 3:51     |
| 5.  | Fulton County Correctional Call (Interlude)        | N. Nash, T. Nash                                           | 1:08     |
| 6.  | I Can't Mess With You (featuring The-Dream)        | M. Chesser, L. Creed, N. Nash, T. Bell, A. Gibbs           | 4:02     |
| 7.  | Breathe (Let It Go)                                | N. Nash, T. Nash, J. Pierre                                | 4:04     |
| 8.  | Quickie (featuring Rasheeda)                       | M. Chesser, K. Hickson, N. Nash, E. Edwards, A. Gibbs      | 4:04     |
| 9.  | Indian Dance                                       | N. Nash, T. Nash                                           | 3:50     |
| 10. | No More                                            | M. Chesser, N. Nash, A. Gibbs                              | 3:39     |
| 11. | Gangsta Girl (featuring R. Kelly)                  | R. Kelly                                                   | 2:56     |
| 12. | Okay Remix [Red-Cup Version] (featuring The-Dream) | N. Nash, T. Nash, J. Smith, T. Hale                        | 4:11     |
| 13. | So Far                                             | K. Antoine, M. Chesser, N. Kendall, A. Gibbs               | 4:02     |
| 14. | It's All Good                                      | K. Antoine, M. Chesser, N. Kendall, A. Gibbs               | ) - 3:37 |

| 15. | My Fault (Ghetto Apology) | ? | 3:58 |

## Listor
| Year | Lista                              | Position |
| ---- | ---------------------------------- | -------- |
| 2005 | Amerikanska Billboard 200          | 37       |
| 2005 | Amerikanska Top R&B/Hip Hop Albums | 9        |

## Musikmedverkande
- Fletcher Dozier Jr. - guitar
- Donnie Lyle - guitar
- Eddie E. Hamilton - guitar
- Julio Miranda - guitar

### Produktion
- Chefsproducenter: Nivea Nash, Terius "The-Dream" Nash
- Producenter: Larry "Rock" Campbell, Bryan Michael Cox, Jermaine Dupri, Lil Jon, R. Kelly, The Platinum Brothers, Nastacia "Nazz" Kendall, The-Dream
- Sång assistans: Sakinah Lestage
- Engineers: Brian Frye, Andy Gallas, Abel Garibaldi, Matthew Malpass, Ian Mereness, Ray Seay, Rich Tapper
- Assisterande engineers: Steve Bearsley, Josh Copp, Jason Mlodzinski, Keith Sengbusch, Rob Skipworth, Adam Smith, Nathan Wheeler
- Mixing: Leslie Braithwaite, Kevin "KD" Davis, John Frye, Serban Ghenea, Brian Stanley, Phil Tan
- Mixing assistance: Warren Bletcher, Kris Lewis
- Mastering: Tom Coyne
- A&R: Larry "Rock" Campbell, Wayne Williams
- Design: Larry "Rock" Campbell
- Album design: Elisa Garcia, Denise Trorman
- Photo: Jonathan Mannion